# فهرست شهرهای استان آذربایجان شرقی
استان آذربایجان شرقی طبق آخرین نقشهٔ تقسیمات کشوری ایران، دارای ۲۱ شهرستان، ۴۸ بخش و ۷۰ شهر است. ۲٬۸۵۹٬۵۴۰ نفر از جمعیت استان شهرنشین هستند که این رقم، ۷۳٫۱۴ درصد از کل جمعیت را شامل می‌شود. شهرستان شبستر با ۱۱ شهر، بیشترین و شهرستان‌های اهر، چاراویماق و هوراند هر کدام با یک شهر، کمترین تعداد شهرهای استان را دربر گرفته‌اند.
از مجموع ۷۰ شهر استان، استانداری در یک شهر (تبریز)، فرمانداری ویژه در ۳ شهر (مراغه، مرند، میانه)، فرمانداری در ۱۷ شهر و بخشداری در ۲۴ شهر استان، به عنوان بالاترین سطح از نهادهای زیرمجموعهٔ وزارت کشور دایر در شهرهای مذکور، مشغول به فعالیت هستند. ۲۵ شهر دیگر استان هم به لحاظ تقسیمات اداری، تابع مراکز بخش‌های خود محسوب می‌گردند.
شهرهای دارای فرمانداری (ویژه)، همزمان دارای بخشداری هم هستند که معمولاً در ساختمان فرمانداری (ویژه) مستقر است. مرکز استان نیز علاوه بر استانداری، دارای فرمانداری و بخشداری هم هست و بخشداری مرکزی شهرستان تبریز در ساختمان فرمانداری تبریز قرار داد.
همهٔ مراکز بخش‌ها و شهرستان‌های استان آذربایجان شرقی، شهر محسوب می‌شوند؛ به جز ۳ روستای آق‌براز (مرکز بخش چهاردانگه هوراند)، آغچه‌ریش (مرکز بخش شادیان چاراویماق) و تازه‌کند (مرکز بخش فندقلو اهر) که هنوز به درجهٔ شهر ارتقا نیافته‌اند.
شهر تبریز به عنوان پرجمعیت‌ترین شهر و مرکز استان آذربایجان شرقی، دارای ۱٬۵۸۴٬۸۵۵ نفر جمعیت است و ۴۰٫۵۴ درصد از کل جمعیت استان را به خود اختصاص داده‌است؛ این در حالی است که شهرهای عاشقلو (مرکز بخش منجوان) و جوان‌قلعه (مرکز بخش قلعه‌چای) به ترتیب با ۵۳۴ و ۷۰۰ نفر جمعیت، کم‌جمعیت‌ترین شهرهای استان محسوب می‌شوند.
شهرهای کوهستانی هریس و قره‌آغاج به ترتیب با ۱۹۱۴ و ۱۹۱۳ متر ارتفاع از سطح دریا، مرتفع‌ترین شهرهای استان هستند؛ این در حالی است که شهرهای شهرستان خداآفرین در حاشیه رودخانهٔ ارس شامل لاریجان، خمارلو و عاشقلو به ترتیب با ۱۹۲، ۳۰۹ و ۳۵۸ متر ارتفاع از سطح دریا، کم‌ارتفاع‌ترین شهرهای استان محسوب می‌شوند.
از مجموع ۷۰ شهر استان آذربایجان شرقی، تاریخ تأسیس شهرداری در ۳ شهر تبریز، مراغه و اهر به دورهٔ قاجار برمی‌گردد. به همین ترتیب، ۹ شهر استان در دورهٔ پهلوی اول، ۱۸ شهر استان در دورهٔ پهلوی دوم و ۴۰ شهر استان نیز در دورهٔ جمهوری اسلامی صاحب نهاد شهرداری شده‌اند.

## فهرست شهرها
فهرست شهرهای استان آذربایجان شرقی و اطلاعات کلی مربوط به آن‌ها به شرح زیر است:
| نام شهر      | شهرستان   | جمعیت (۱۳۹۵) | مساحت (km²) | ارتفاع (متر)                    | س.ش.د.ش. | آثار گردشگری شاخص (شمار آثار ملی) | موقعیت روی نقشهٔ استان | وبگاه شهرداری                                                  |
| ------------ | --------- | ------------ | ----------- | ------------------------------- | -------- | --- | --------------------- | -------------------------------------------------------------- |
| آبش‌احمد      | کلیبر     | ۲٬۷۱۵        | ۰٫۷۳۶       | ۸۲۵                             | ۱۳۸۲۲    | – | آبش‌احمد               | –                                                              |
| آچاچی        | میانه     | ۳٬۶۴۷        | –           | ۱۰۴۹                            | ۱۳۹۲۱    | پل دختر ۱ اثر | آچاچی                 | eachachi.ir                                                    |
| آذرشهر       | آذرشهر    | ۴۴٬۸۸۷       | ۷٫۳۷۰       | ۱۳۸۲                            | ۱۳۰۵۷    | مسجد محراب، مصلی آذرشهر، پل دهخوارگان، حمام چهارسوق، حمام ستوباد، غسالخانه آذرشهر، درخت چنار پراپر ۷ اثر | آذرشهر                | azarshahrcity.ir                                               |
| آقکند        | میانه     | ۲٬۹۰۲        | ۰٫۶۵۶       | ۱۶۹۵                            | ۱۳۷۹۳    | – | آقکند                 | –                                                              |
| اربطان       | هریس      | ۳٬۲۳۳        | –           | ۱۵۳۷                            | ۱۳۹۷۱    | – | اربطان                | –                                                              |
| اسکو         | اسکو      | ۱۸٬۴۵۹       | ۲٫۳۵۲       | ۱۴۹۲                            | ۱۳۱۱۶    | بازار اسکو، مسجد جامع سبزه‌میدان، مسجد جامع میلان، مسجد اوجوزلو، مسجد پایتخت، امامزاده اسکو، قنات میلان، حمام آقا، حمام میلان (و حمام دوم)، حمام محمود بهادری، خانه ارادت، خانه تقی‌زاده اسکویی، خانه نورسی میلانی، درخت چنار کهنسال اسکو ۱۵ اثر | اسکو                  | osku.ir                                                        |
| اهر          | اهر       | ۱۰۰٬۶۴۱      | ۱۲٫۷۶۰      | ۱۳۴۲                            | ۱۳۰۱۸    | آرامگاه شیخ شهاب‌الدین اهری، بازار اهر، عمارت شهرداری اهر، مسجد جامع اهر، مسجد دباغخانه، خانه دکتر اهری، خانه عطایی، حمام قوشا ۸ اثر | اهر                   | ahar-mu.ir                                                     |
| ایلخچی       | اسکو      | ۱۶٬۵۷۴       | ۰٫۹۸۴       | ۱۳۰۸                            | ۱۳۴۰۶    | عمارت پیرآباد، تکیه باغی ۲ اثر | ایلخچی                | sh-eilkhchi.ir                                                 |
| باسمنج       | تبریز     | ۱۲٬۶۹۲       | ۰٫۵۸۷       | ۱۷۴۸                            | ۱۳۲۸۶    | حمام قدیمی باسمنج ۱ اثر | باسمنج                | basmenj.ir                                                     |
| بخشایش       | هریس      | ۶٬۱۰۲        | ۱٫۱۱۷       | ۱۵۴۸                            | ۱۳۷۵۴    | – | بخشایش                | bakhshayeshcity.ir                                             |
| بستان‌آباد    | بستان‌آباد | ۲۱٬۷۳۴       | ۷٫۰۱۴       | ۱۷۳۰                            | ۱۳۳۱۷    | محوطه تاریخی شهر اوجان، تپه دیرمان تپه‌سی ۲ اثر | بستان‌آباد             | bostanabad.ir                                                  |
| بناب         | بناب      | ۸۵٬۲۷۴       | ۱۰٫۰۸۰      | ۱۲۹۰                            | ۱۳۰۹۸    | مسجد جامع مهرآباد، مسجد میدان، مسجد اسماعیل بیگ، مسجد کبود، مسجد جامع بناب، مسجد زرگران، مسجد قرمز بناب، حصار شهر بناب، ارمنی تپه‌سی، تپه بازار تپه‌سی، تپه و محوطه قره‌تپه، قره‌تپه سپیگان، حمام مهرآباد، حمام حاج فتح‌الله، خانه حاج علی بزاز، خانه محمدعلی خسروشاهی، خانه سیف العلما، کبوترخانه ۱ و ۲ همزه‌ای‌زاده، کبوترخانه امیرفرهنگی ۲۱ اثر                              | بناب                  | bonabcity.org.ir                                               |
| بناب مرند    | مرند      | ۴٬۳۱۱        | ۱٫۰۰۰       | ۱۴۱۵                            | ۱۳۸۳۳    | – | بناب مرند             | –                                                              |
| تبریز        | تبریز     | ۱٬۵۸۴٬۸۵۵    | ۲۴۴٫۵۱۰     | ۱۳۲۸ (کجاباد) تا ۱۶۵۶ (فتح‌آباد) | ۱۲۹۶۱۲   | برج ساعت، مسجد کبود، بوستان ایل‌گلی، مقبرةالشعرا، ارگ علیشاه، خانه مشروطه، بازار تبریز، مسجد جامع تبریز، مسجد استاد و شاگرد، مسجد صاحب‌الامر، امامزاده چهارمنار، امامزاده سید حمزه، عون بن علی، آرامگاه دو کمال، پل آجی‌چای، پل قاری، پل سنگی، موزه آذربایجان، موزه قاجار، حمام نوبر، مدرسه دارالفنون، مدرسه تومانیان، کلیسای مریم مقدس، برج خلعت‌پوشان، برج آتش‌نشان ۲۷۴ اثر | تبریز                 | tabriz.ir                                                      |
| ترک          | میانه     | ۲٬۰۳۱        | ۰٫۵۸۷       | ۱۵۴۵                            | ۱۳۷۹۳    | مسجد سنگی ترک ۱ اثر | ترک                   | tarkcity.ir                                                    |
| ترکمانچای    | میانه     | ۷٬۴۴۳        | ۱٫۱۴۷       | ۱۶۱۵                            | ۱۳۶۹۳    | تپه گاوینه‌رود ۱ اثر | ترکمانچای             | –                                                              |
| تسوج         | شبستر     | ۷٬۵۲۲        | ۱٫۸۴۶       | ۱۳۷۲                            | ۱۳۳۶۵    | مسجد جامع تسوج، مسجد یادگارشاه، حمام تسوج ۳ اثر | تسوج                  | –                                                              |
| تیکمه‌داش     | بستان‌آباد | ۲٬۹۷۴        | ۰٫۹۴۰       | ۱۸۶۶                            | ۱۳۷۶۴    | کاروانسرای تیکمه‌داش ۱ اثر | تیکمه‌داش              | tikmehdash.ir                                                  |
| تیمورلو      | آذرشهر    | ۵٬۳۷۵        | ۰٫۷۹۰       | ۱۲۵۸                            | ۱۳۹۰۴    | – | تیمورلو               | teymoorlu.ir                                                   |
| جلفا         | جلفا      | ۸٬۸۱۰        | ۲٫۳۵۳       | ۷۰۷                             | ۱۳۳۴۶    | مجموعه ساختمان‌های گمرک جلفا، حمام جلفا، پل فلزی راه‌آهن جلفا ۳ اثر | جلفا                  | jolfacity.ir                                                   |
| جوان‌قلعه     | عجب‌شیر    | ۷۰۰          | –           | ۱۳۵۹                            | ۱۳۹۲۱    | جوان‌قلعه (اثر باستانی)، کتیبه میخی اورارتویی جوان‌قلعه، خانه باستانی جوان‌قلعه ۳ اثر | جوان‌قلعه              | –                                                              |
| خاروانا      | ورزقان    | ۳٬۳۵۳        | ۱٫۰۷۱       | ۱۴۳۵                            | ۱۳۷۹۳    | امامزاده گنبد اوستی، مسجد جامع خاروانا، مسجد سیدلر، یخچال خاروانا ۴ اثر | خاروانا               | kharvanacity.ir                                                |
| خامنه        | شبستر     | ۲٬۹۷۴        | ۱٫۱۷۹       | ۱۵۰۵                            | ۱۳۱۴۴    | خانه شیخ محمد خیابانی، مسجد و آرامگاه میرپنج، حمام خامنه، درخت چنار خامنه ۵ اثر | خامنه                 | khamene.ir                                                     |
| خداجو        | مراغه     | ۱٬۸۲۴        | ۰٫۹۵۰       | ۱۷۱۳                            | ۱۳۷۷۲    | – | خداجو                 | –                                                              |
| خسروشاه      | تبریز     | ۲۱٬۹۷۲       | ۳٫۰۵۹       | ۱۳۵۳                            | ۱۳۳۳۶    | مسجد جامع خسروشاه، کوره آجرپزی خسروشاه، برج کبوتر خسروشاه، سیلان‌تپه ۴ اثر | خسروشاه               | –                                                              |
| خمارلو       | خداآفرین  | ۱٬۹۰۲        | ۰٫۴۱۸       | ۳۰۹                             | ۱۳۷۷۳    | – | خمارلو                | –                                                              |
| خواجه        | هریس      | ۴٬۰۱۱        | ۰٫۷۷۱       | ۱۵۱۱                            | ۱۳۷۳۳    | – | خواجه                 | –                                                              |
| خوشه‌مهر      | بناب      | ۳٬۵۲۸        | –           | ۱۳۱۱                            | ۱۳۹۷۱    | – | خوشه‌مهر               | –                                                              |
| داریان       | شبستر     | ۴٬۱۳۸        | –           | ۱۶۹۵                            | ۱۳۹۸۱    | – | داریان                | –                                                              |
| دوزدوزان     | سراب      | ۳٬۶۲۷        | ۱٫۹۹۵       | ۱۶۵۸                            | ۱۳۷۹۳    | تپه پیردیکی دوزدوزان ۱ اثر | دوزدوزان              | –                                                              |
| دیزج حسین‌بیگ | مرند      | ۴٬۰۶۰        | –           | ۱۱۶۶                            | ۱۴۰۰۱    | – | دیزج حسین‌بیگ          | –                                                              |
| زرنق         | هریس      | ۵٬۳۴۳        | ۰٫۸۹۶       | ۱۶۰۰                            | ۱۳۷۳۳    | – | زرنق                  | –                                                              |
| زنوز         | مرند      | ۲٬۴۶۵        | ۱٫۷۳۰       | ۱۶۹۵                            | ۱۳۳۲۴    | قزل‌کرپی ۱ اثر | زنوز                  | zonouzcity.ir                                                  |
| سراب         | سراب      | ۴۵٬۰۳۱       | ۸٫۳۸۰       | ۱۶۸۳                            | ۱۳۱۴۷    | مسجد جامع سراب و سنگ بسم‌الله محراب آن، مسجد شاهزاده، تیمچه حاج ملک، امامزاده بزرگ، تپه قلعه‌جوق، موزه عشایر آذربایجان ۷ اثر | سراب                  | sarabeman.ir                                                   |
| سردرود       | تبریز     | ۲۹٬۷۳۹       | ۱۲٫۳۴۱      | ۱۳۷۰                            | ۱۳۳۶۷    | پل قدیمی سردرود، آرامگاه سلطان پیر، آرامگاه پیر بابا ۳ اثر | سردرود                | sardroud.ir بایگانی‌شده در ۲۵ سپتامبر ۲۰۱۷ توسط Wayback Machine |
| سهند         | اسکو      | ۸۲٬۴۹۴       | ۱۳٫۹۸۰      | ۱۵۹۳                            | ۱۳۸۶۸    | – | سهند                  | sahand.ir                                                      |
| سیس          | شبستر     | ۶٬۱۰۶        | ۰٫۳۳۳       | ۱۴۳۱                            | ۱۳۷۲۵    | – | سیس                   | –                                                              |
| سیه‌رود       | جلفا      | ۱٬۵۴۸        | ۰٫۴۲۶       | ۶۴۸                             | ۱۳۷۹۱    | حمام سیه‌رود، حمام سیه‌رود ابراهیم هادی ۲ اثر | سیه‌رود                | siahroodcity.ir                                                |
| شبستر        | شبستر     | ۲۲٬۱۸۱       | ۲٫۶۲۱       | ۱۴۱۷                            | ۱۳۰۷۷    | آرامگاه شیخ محمود شبستری، مسجد جامع شبستر، مسجد خیرآب، حمام بازار، حمام دوقلو ۵ اثر | شبستر                 | shabestar.ir                                                   |
| شربیان       | سراب      | ۴٬۸۷۷        | ۰٫۸۴۳       | ۱۷۴۹                            | ۱۳۷۸۲    | – | شربیان                | –                                                              |
| شرفخانه      | شبستر     | ۴٬۲۴۴        | ۱٫۸۱۶       | ۱۲۹۷                            | ۱۳۴۰۴    | اسکله تال، مدرسه دقیقی شرفخانه ۲ اثر | شرفخانه               | –                                                              |
| شندآباد      | شبستر     | ۸٬۴۸۹        | ۲٫۵۳۰       | ۱۳۰۹                            | ۱۳۶۷۵    | حمام شندآباد ۱ اثر | شندآباد               | –                                                              |
| صوفیان       | شبستر     | ۹٬۹۶۳        | ۲٫۰۳۲       | ۱۳۹۶                            | ۱۳۴۱۶    | – | صوفیان                | sufiyan.ir                                                     |
| عاشقلو       | خداآفرین  | ۵۳۴          | –           | ۳۵۸                             | ۱۳۹۸۱    | – | عاشقلو                | –                                                              |
| عجب‌شیر       | عجب‌شیر    | ۳۳٬۶۰۶       | ۴٫۹۱۰       | ۱۲۹۹                            | ۱۳۱۶۷    | مسجد جامع عجب‌شیر، امامزاده قاسم، پل پهلوی عجب‌شیر، تپه تورچان و آتورچان، سیچان‌تپه، حمام نوبهار، کبوترخانه پادگان ۷ اثر | عجب‌شیر                | –                                                              |
| علیشاه       | شبستر     | ۳٬۰۱۰        | –           | ۱۲۹۱                            | ۱۳۹۸۱    | – | علیشاه                | –                                                              |
| قره‌آغاج      | چاراویماق | ۶٬۱۰۲        | ۰٫۵۲۶       | ۱۹۱۳                            | ۱۳۷۳۴    | – | قره‌آغاج               | qareaghaj-sh.ir                                                |
| کردکندی      | بستان‌آباد | ۴٬۴۳۹        | –           | ۱۶۶۱                            | ۱۴۰۰۱    | – | کردکندی               | –                                                              |
| کشکسرای      | مرند      | ۸٬۰۶۰        | ۱٫۸۹۰       | ۱۱۴۵                            | ۱۳۷۱۳    | – | کشکسرای               | –                                                              |
| کلوانق       | هریس      | ۷٬۴۶۵        | ۰٫۹۷۲       | ۱۵۶۹                            | ۱۳۷۷۳    | – | کلوانق                | kalvanag.ir                                                    |
| کلیبر        | کلیبر     | ۹٬۳۲۴        | ۲٫۴۷۲       | ۱۱۱۱                            | ۱۳۴۲۵    | – | کلیبر                 | –                                                              |
| کوزه‌کنان     | شبستر     | ۴٬۷۳۰        | ۱٫۲۵۵       | ۱۴۲۳                            | ۱۳۸۲۳    | آب‌انبار قدیمی کوزه‌کنان، درخت کهنسال نارون کوزه‌کنان ۲ اثر | کوزه‌کنان              | –                                                              |
| گوگان        | آذرشهر    | ۱۱٬۷۴۲       | ۱٫۹۸۳       | ۱۲۹۲                            | ۱۳۳۶۵    | مسجد جامع گوگان، حمام قدیمی گوگان ۲ اثر | گوگان                 | gogansasi.ir                                                   |
| لاریجان      | خداآفرین  | ۱٬۰۹۴        | –           | ۱۹۲                             | ۱۳۹۸۱    | – | لاریجان               | –                                                              |
| لیلان        | ملکان     | ۶٬۳۵۶        | ۱٫۳۹۳       | ۱۳۱۵                            | ۱۳۷۶۳    | قلعه بختک، پل تاریخی لیلان، قره‌تپه حاج‌بهرام، قره‌تپه پیرزاد ۱ و ۲، قره‌تپه اخگری، تپه و گورستان قره‌تپه لیلان، تپه زمان، تپه حاج فتح‌الله، تپه چمن، تپه جمشید، تپه الله‌قلی، تپه اسماعیل وفا و محرم عظیمی، احمه تپه، تپه گورستان پاشایی، تپه گورستان لیلان، تپه لیلان‌دوست ۱ و ۲، تپه علوی، تپه چوپان‌زاده و چوپان‌زاده ۲، تپه خان‌باز ماه‌زری ۲۲ اثر                              | لیلان                 | –                                                              |
| مبارک‌شهر     | ملکان     | ۴٬۴۵۶        | –           | ۱۲۸۲                            | ۱۳۹۲۳    | قره‌کول تپه‌سی ۱ اثر | مبارک‌شهر              | mobarakshahr.ir                                                |
| مراغه        | مراغه     | ۱۷۵٬۲۵۵      | ۳۹٫۰۰۰      | ۱۴۵۱                            | ۱۳۰۰۹    | گنبد سرخ، گنبد کبود، گنبد غفاریه، برج مدور، آرامگاه اوحدی مراغه‌ای، مقبره آقالار، رصدخانه مراغه، سرای خواجه ملکم، مسجد ملارستم، کلیسای هوهانس مقدس، حمام خواجه نصیر، خانه اشرف الملوک نبی‌وند ۴۱ اثر | مراغه                 | maraghe.ir                                                     |
| مرند         | مرند      | ۱۳۰٬۸۲۵      | ۲۸٫۰۳۰      | ۱۳۳۱                            | ۱۳۰۸۹    | مسجد جامع مرند و محراب آن، مسجد بازار مرند، آرامگاه پیر خاموش، تپه یالدور، قلعه باروج، مدرسه فرخی، حمام حاج موسی، حمام قاضی ۹ اثر | مرند                  | marand.ir                                                      |
| ملکان        | ملکان     | ۲۷٬۴۳۱       | ۴٫۷۴۰       | ۱۳۰۰                            | ۱۳۲۹۷    | – | ملکان                 | malekan.ir                                                     |
| ممقان        | آذرشهر    | ۱۱٬۸۹۲       | ۴٫۵۴۶       | ۱۳۵۲                            | ۱۳۳۶۶    | – | ممقان                 | mamaghancity.ir                                                |
| مهربان       | سراب      | ۵٬۷۷۲        | ۱٫۵۵۴       | ۱۶۰۰                            | ۱۳۴۱۵    | – | مهربان                | –                                                              |
| میانه        | میانه     | ۹۸٬۹۷۳       | ۱۸٫۸۷۰      | ۱۱۰۱                            | ۱۳۱۵۸    | آرامگاه امامزاده اسماعیل، پل شهر چای، قلعه نجفقلی خان، تپه قلعه بنیاد ۴ اثر | میانه                 | miyaneh.ir                                                     |
| نظرکهریزی    | هشترود    | ۱٬۲۱۵        | ۰٫۳۶۲       | ۱۶۸۷                            | ۱۳۸۳۲    | – | نظرکهریزی             | –                                                              |
| وایقان       | شبستر     | ۴٬۶۷۸        | ۱٫۵۲۳       | ۱۳۱۰                            | ۱۳۷۲۵    | – | وایقان                | –                                                              |
| ورزقان       | ورزقان    | ۵٬۳۴۸        | ۳٫۱۶۰       | ۱۶۷۷                            | ۱۳۷۲۳    | تپه یارقان چشمه، تپه بوغاز، تپه زروای، تپه‌های الف، ب، د، س، ع، ف ورزقان ۹ اثر | ورزقان                | varzeghan.ir                                                   |
| هادیشهر      | جلفا      | ۳۴٬۳۴۶       | ۸٫۸۲۰       | ۹۷۱                             | ۱۳۴۲۷    | تپه خانم گلی، تپه گرگر، هلاج تپه، مهر استامپی حاصل کاوش‌های کول‌تپه هادیشهر ۴ اثر | هادیشهر               | hadishahrcity.ir                                               |
| هریس         | هریس      | ۱۰٬۵۱۵       | ۱٫۸۰۶       | ۱۹۱۴                            | ۱۳۳۳۵    | – | هریس                  | –                                                              |
| هشترود       | هشترود    | ۲۰٬۵۷۲       | ۲٫۰۹۷       | ۱۶۳۲                            | ۱۳۳۰۶    | مسجد جامع هشترود ۱ اثر | هشترود                | –                                                              |
| هوراند       | هوراند    | ۴٬۶۵۸        | ۰٫۸۴۲       | ۱۱۰۵                            | ۱۳۷۶۳    | – | هوراند                | –                                                              |
| یامچی        | مرند      | ۱۰٬۳۹۲       | ۲٫۴۳۲       | ۱۱۶۲                            | ۱۳۷۹۴    | – | یامچی                 | –                                                              |

## شهرهای پرجمعیت

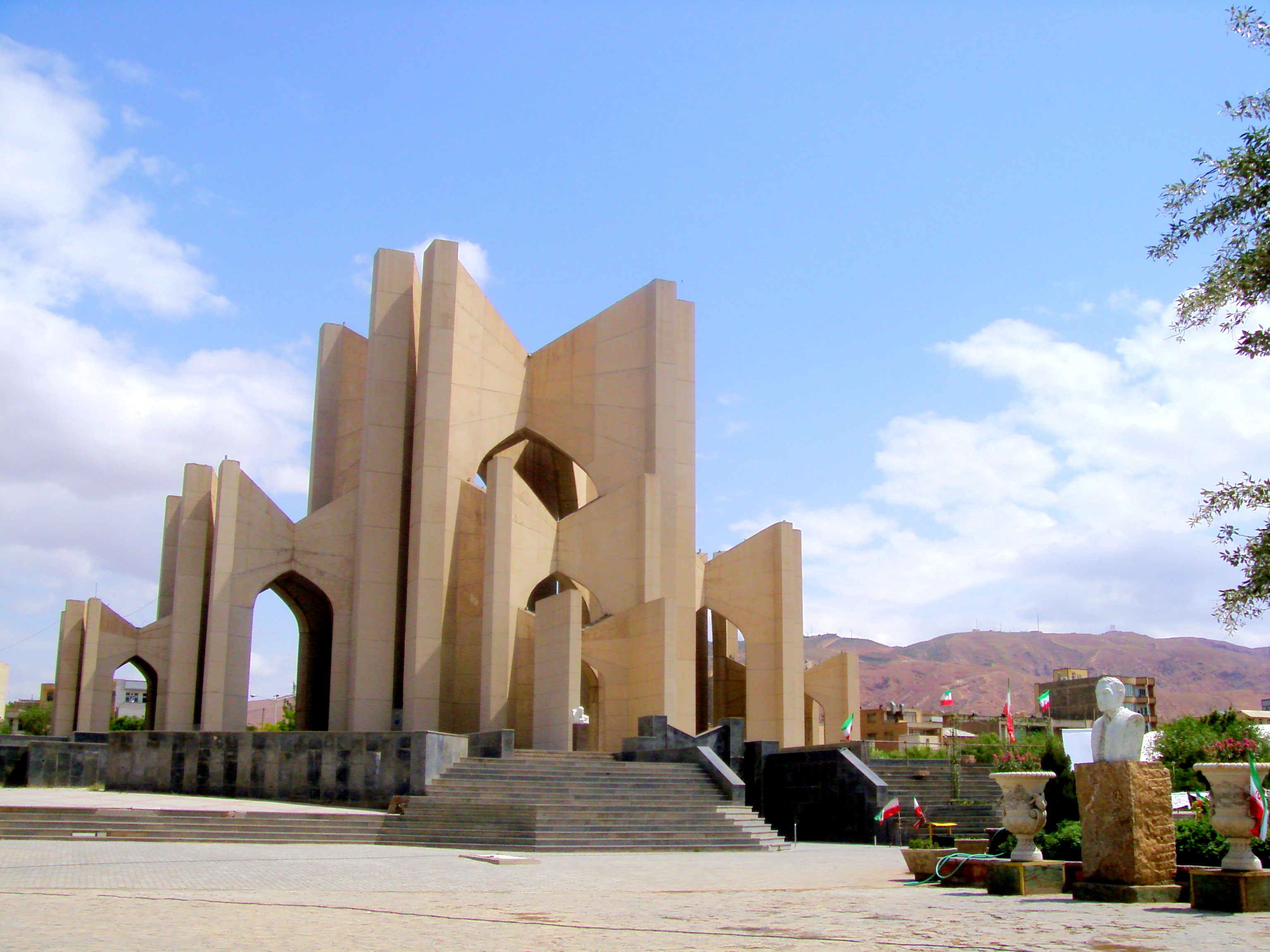
تبریز، اولین
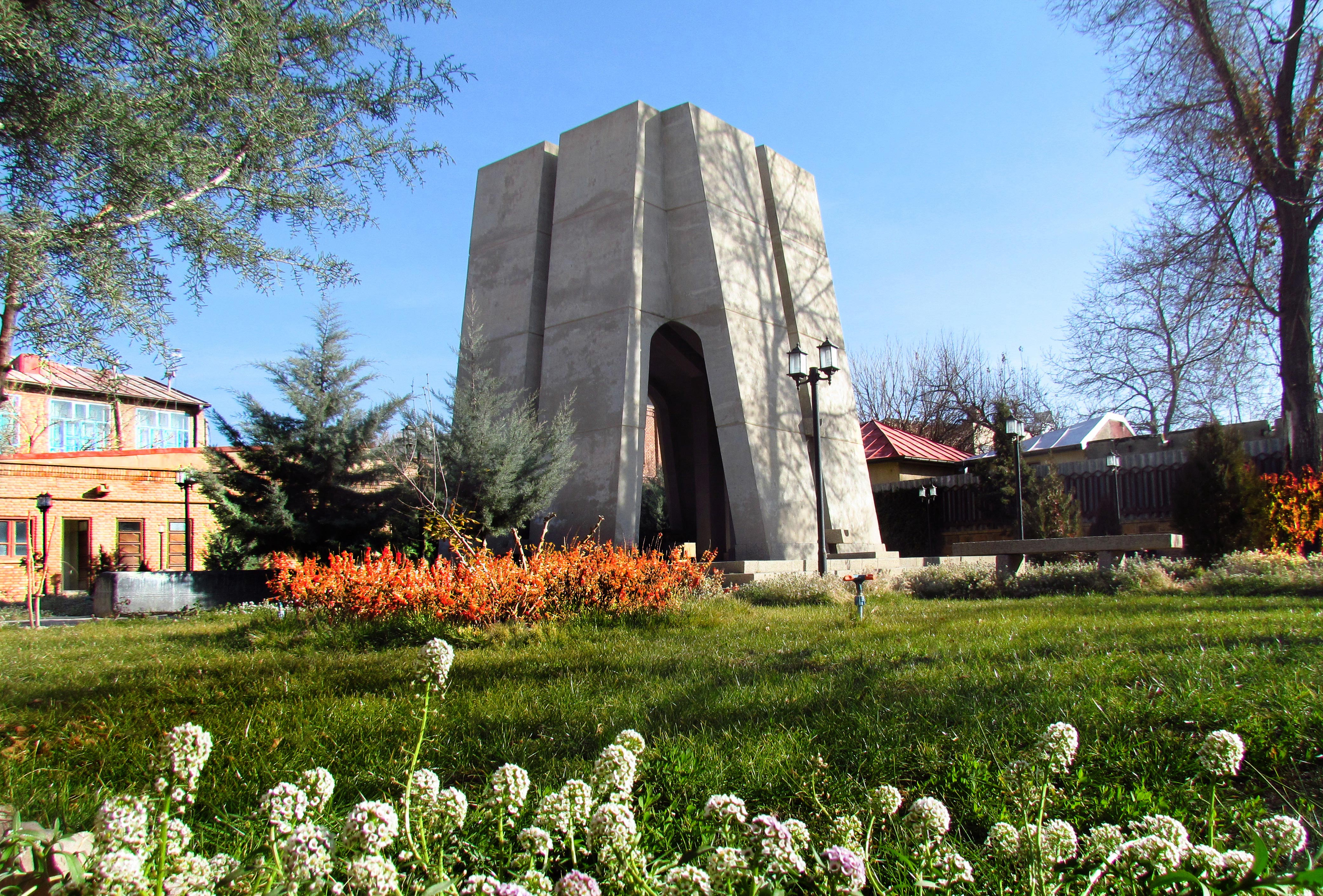
مراغه، دومین
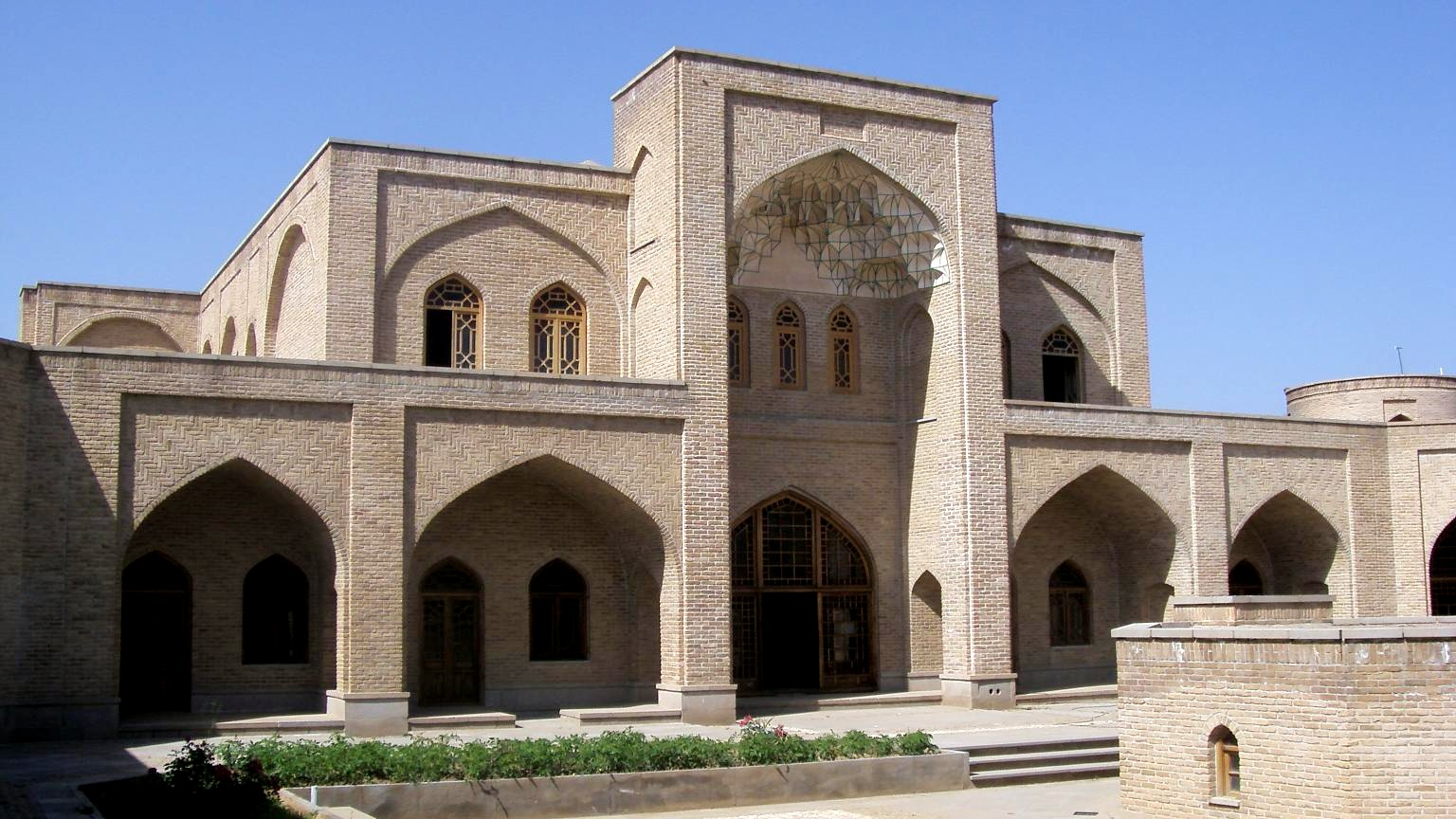
مرند، سومین
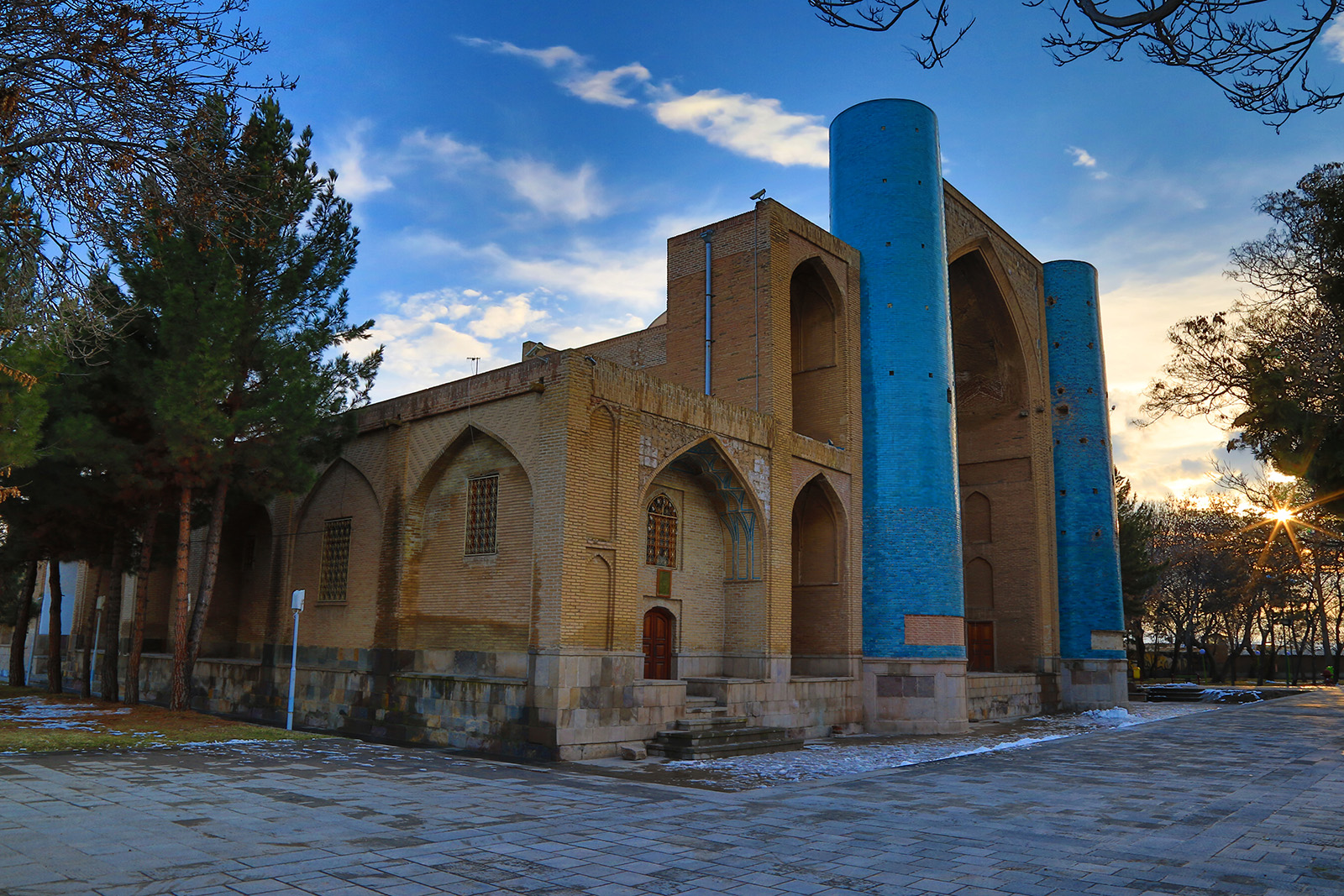
اهر، چهارمین
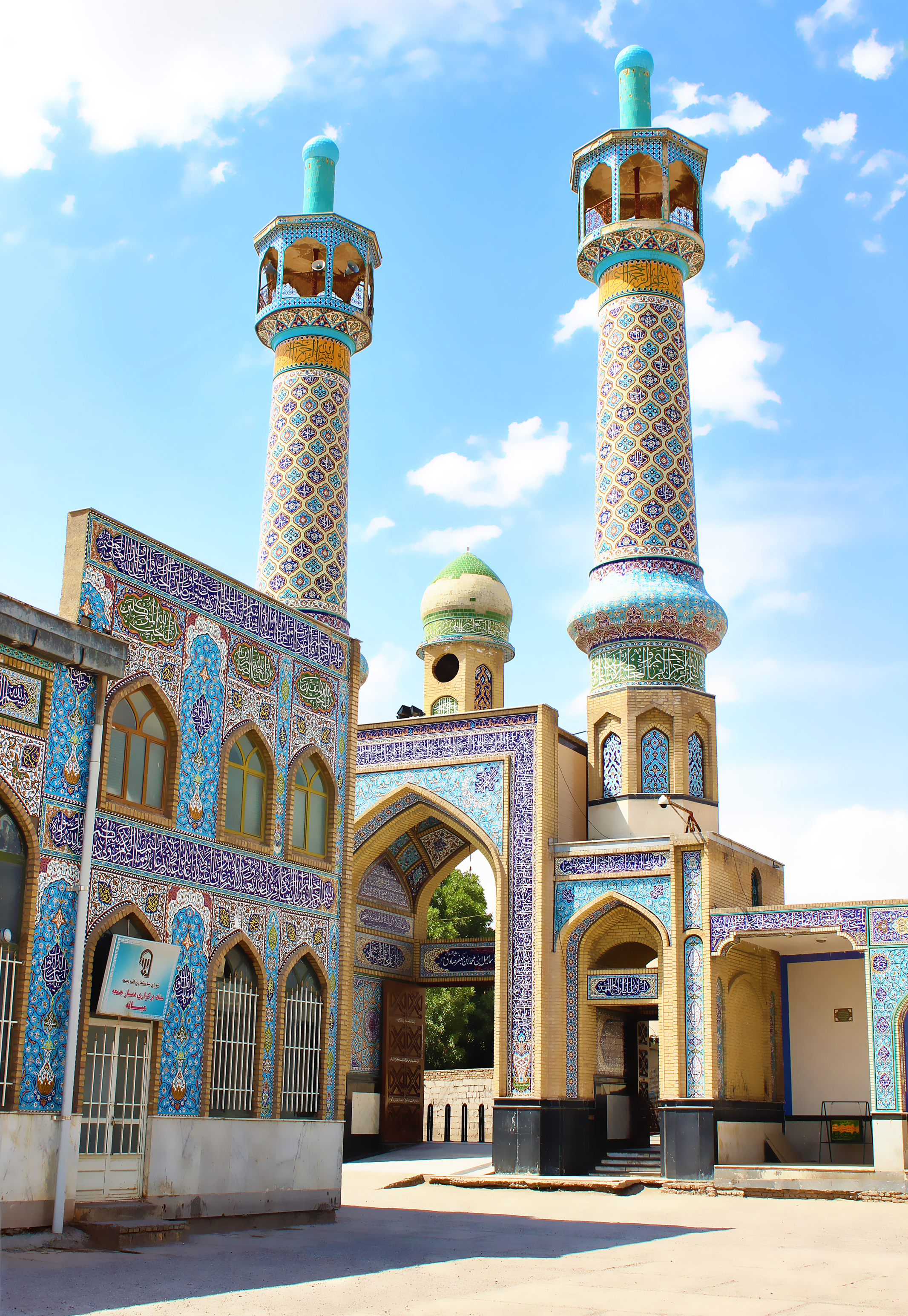
میانه، پنجمین
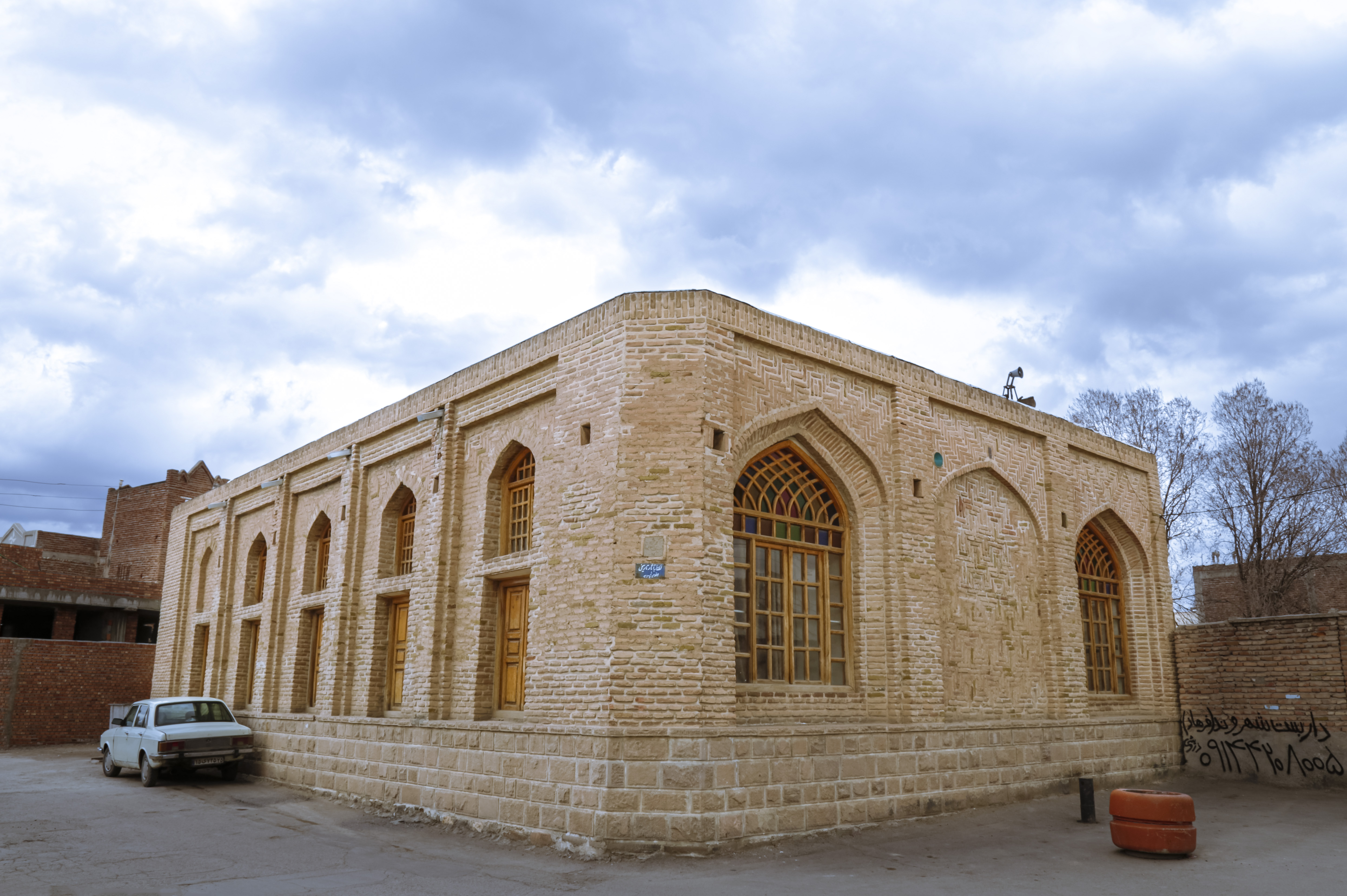
بناب، ششمین
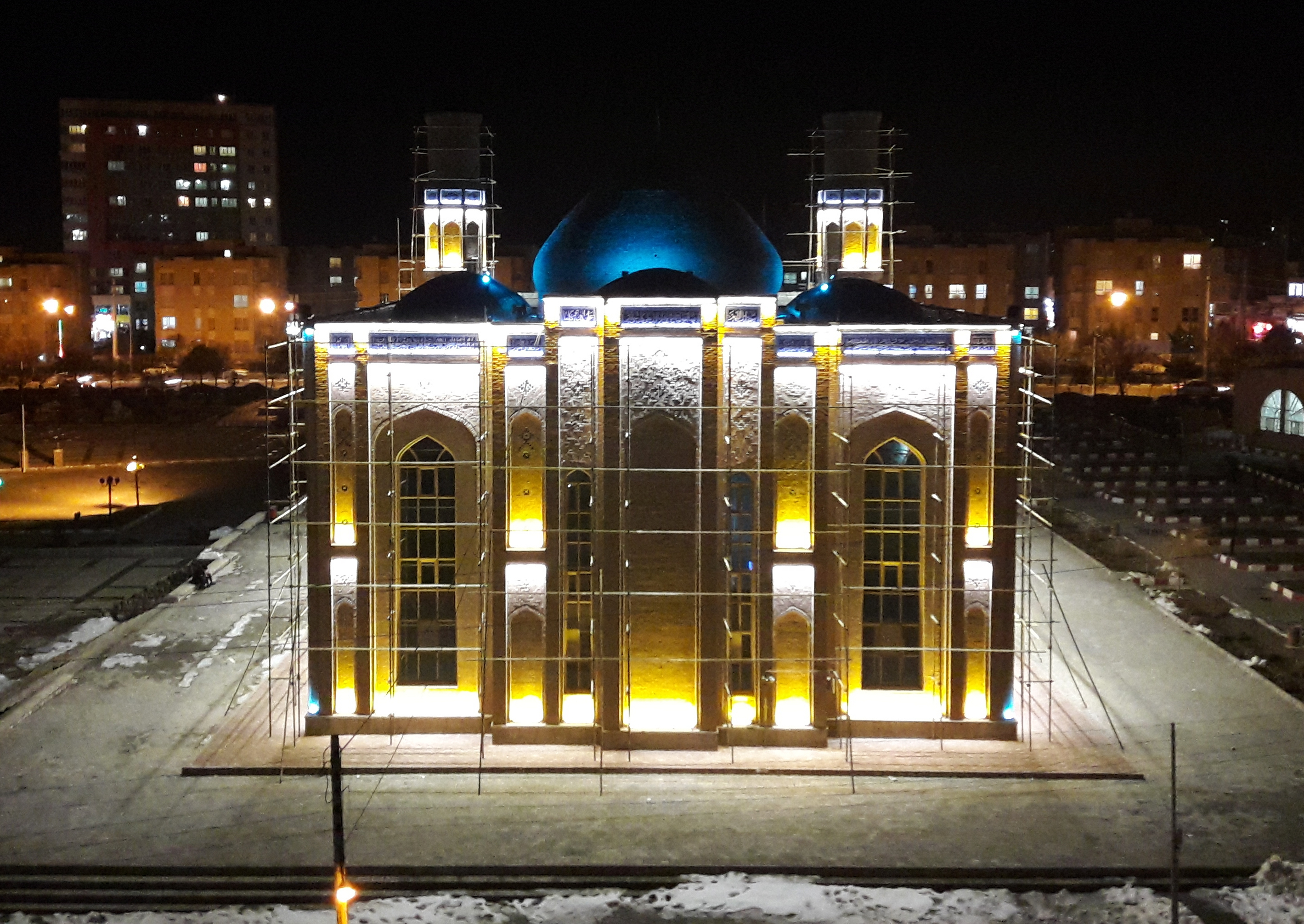
سهند، هفتمین
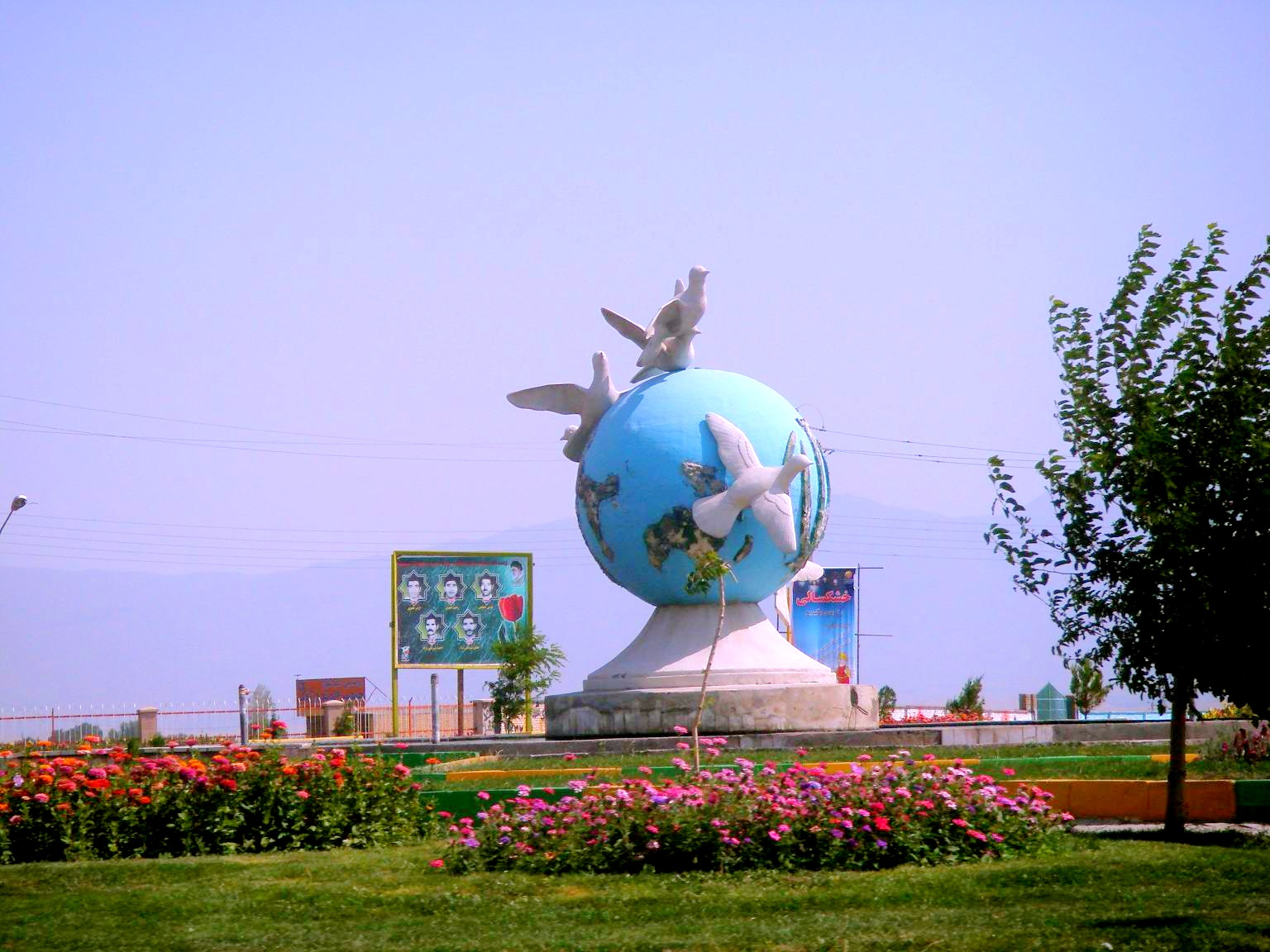
سراب، هشتمین